# Srebrnik
Srebrnik (deutsch: Silberberg) ist ein Dorf in der Gemeinde Bistrica ob Sotli in Slowenien. Es liegt in der historischen Region Untersteiermark an der kroatischen Grenze.

## Geografie

Die Siedlung Silberberg/Srebrnik mit Umgebung. (Josephinische Landesaufnahme 1784–1787)

Die Ortsflur nimmt den nordwestlichen Bereich der Gemeindegemarkung ein und besitzt Anteile an einem abwechslungsreichen Hügelland mit gepflegten Weingärten und Obstplantagen, kleinen Laubwaldungen, Wiesen und Feldern. Das Ortsgebiet umfasst eine Fläche von 155 ha und grenzt an die Gemeindeteile Ples im Osten, Hrastje ob Bistrici  im Süden und Dekmanca im Westen. Im Norden berührt die Dorfflur den Fluss Sotla, der hier die slowenisch-kroatische Grenze markiert.
Srebrnik wird im Südwesten seiner Gemarkung von der Hauptstraße 219 durchzogen, ein uralter Handelsweg, der die beiden untersteirischen Städte Brežice/Rann und Slovenska Bistrica/Windischfeistritz verbindet. Der Ort zählt 102 Einwohner (2002) und nimmt eine mittlere Höhe von 236 m. i. J. ein. Die Winzerhäuser sowie die kleinen Bauerngehöfte der Streusiedlung verteilen sich über die gesamte Dorfflur, die im Westen mit dem Hügel Šiškov vrh (326 m. i. J.) ihren höchsten Punkt erreicht. Eine Häusergruppe der Siedlung wird mit dem Gegendnamen Zavoje bezeichnet.

## Geschichte
Das Dorf Srebrnik wird in einer Urkunde erstmals am 26. Juni 1275 als „Silberpach“ genannt. Unter der gleichen Bezeichnung erscheint der Ort in einem Dokument aus dem Jahre 1480. Im Urbar der Herrschaft Königsberg von 1566 wird die Siedlung „Silberpachdorff“ bezeichnet. Die Namen der abgabenpflichtigen Untertanen waren damals: der Ortsvorsteher „Suppan Gregor, Leonhard Krall, Thomas Chlade und Juri Schmodila“.
In der josephinischen Landesaufnahme (1784–1787) wird die Siedlung ebenfalls erwähnt: „Silberberg wozu auch Pleszdorff gehörig“… „an der West Seite des Dorffs zwischen und übers Gebürg gehet die Landstraße von Rann nach Landsberg, ist 2 bis 3 Klafter breit, und zu allen Zeiten gutte“... „Die gegen Norden an der steilen und hohen Abdachungen der Berge stehende Waldung ist meist mittel und kleinstämmig, starck mit Gebüsch verwachßen und kan nicht durchgeritten werden.“
Auch Carl Schmutz führt 1822 den Ort in seinem „Steyermärkischen Lexicon“ an: „Silberberg, windisch Srebernig, Cillier-Kreis, Gemeinde des Bezirks Wisell, Pfarre St. Peter bey Königsberg; zur Herrschaft Wisell dienstbar. Das Flächenmaß ist mit der Gemeinde Pleßdorf vermessen. Häuser 25, Wohnparteien 25, einheimische Bevölkerung 114, worunter 64 weibliche Seelen. Viehstand Pferde 1, Ochsen 2, Kühe 9“. 
Im „Lexikon von Steiermark“ von Josef Andreas Janisch (Ausgabe 1878 bis 1885) fand der Ort ebenfalls Aufnahme: „Silberberg, slov. Srebernik, Ortschaft der Katastral-Gemeinde Plesdorf, Ortsgemeinde St. Peter bei Königsberg, Gerichtsbezirk Drachenburg, nach St. Peter bei Königsberg eingepfarrt und eingeschult, hat 29 Häuser mit 126 Seelen (61 ml., 65 wbl.), nördlich von St. Peter an der croatischen Grenze, in einem Weingebirge, an dessen Fuße die Feistritz in die Sottla mündet.“
Bei der Volkszählung im Jahre 1880 bestand Silberberg aus 32 bewohnten Häusern. Gezählt wurden 162 anwesende Einwohner, (83 ml. und 79 wbl.) die sich alle zur katholischen Religion bekannten. Slowenisch als Umgangssprache verwendeten 153 der Ortsbewohner, deutsch als Umgangssprache wurde nicht angegeben.
Im Jahre 1931 gehörte das Dorf Srebrnik mit seinen 178 Einwohnern zur Gemeinde Sveti Petar pod Svetimi gorami (St. Peter unter dem Hl. Berg) und lag im Draubanat/Dravska banovina des Königreichs Jugoslawien.
Nach der „Zerschlagung“ des jugoslawischen Staates durch die Achsenmächte im April 1941 okkupierte das Großdeutsche Reich auch das untersteirische Gebiet. Sofort wurde mit dem „Neuaufbau“ von Verwaltung und Wirtschaft begonnen. Für den Ort Srebrnik mit seiner slowenischen Bevölkerung hatte diese Neuordnung zur Folge, dass nahezu die gesamte Einwohnerschaft im November und Dezember 1941 in Lager der Volksdeutschen Mittelstelle (VoMi) nach Deutschland deportiert wurde. In den freigemachten Häusern und Höfen wurden Volksdeutsche aus der Gottschee angesiedelt.